# Energie Autoriteit Suriname
De Energie Autoriteit Suriname (EAS) is een Surinaamse overheidsinstantie die op 10 maart 2016 werd ingesteld door De Nationale Assemblée. De voorbereiding begon anderhalf jaar eerder.
De EAS is een toezichthouder en stuurt taken aan ter bevordering van de energievoorziening, om deze in Suriname beschikbaar, betaalbaar, duurzaam en milieuhygiënisch te laten zijn. Enerzijds reguleert en controleert ze productie en transport en verder verstrekt ze informatie en advies.
De EAS is samen met de Suriname Energy Chamber (SEC) en het Caribbean Centre for Renewable Energy and Energy Efficiency (CCREEE) sinds de start in 2021 betrokken bij de organisatie van de jaarlijkse Suriname Energy, Oil & Gas Summit in Paramaribo.
Spelers:
Staatsolie Maatschappij Suriname · Tout Lui Faut-raffinaderij · Energie Autoriteit Suriname · Suriname Energy, Oil & Gas Summit · Suriname Energy Chamber · Caribbean Energy Chamber
Onshore:
Calcutta-olieveld ·
Tambaredjo-olieveld ·
Tambaredjo Noordwest
Offshore:
Blok 52 ·
Blok 53 ·
Blok 58